# Sarrià-Sant Gervasi

Sarrià-Sant Gervasi na mapie Barcelony

Sarrià-Sant Gervasi - to dystrykt Barcelony noszący numer V. Znajduje się on w zachodnim krańcu miasta. Zajmuje powierzchnię 20,09 km² i liczy 140.461 mieszkańców (2005). Graniczy z dzielnicami Horta-Guinardó, Gràcia, Eixample i Les Corts oraz z miastami Sant Just Desvern, Esplugues de Llobregat, Sant Feliu de Llobregat, Molins de Rei oraz z  San Cugat del Vallés. Jest to obszar miasta o najwyższym dochodzie na mieszkańca.
Administracyjnie dzieli się na 6 dzielnic: Sant Gervasi-Galvany, El Putget i Farró, Sant Gervasi-La Bonanova, Les Tres Torres, Sarrià oraz Vallvidrera, El Tibidabo i Les Planes.